# Elecciones presidenciales de Turkmenistán de 1990
Las elecciones presidenciales se llevaron a cabo en la República Socialista Soviética de Turkmenistán el 27 de octubre de 1990. El único candidato era el Secretario General del Partido Comunista de la RSS de Turkmenistán, Saparmyrat Nyýazow, que obtuvo el 98.3% de los votos de una participación del 96.7% del electorado. Fue la primera elección presidencial en la historia del país, y marcaría el comienzo del régimen autoritario y autocrático de Nyýazow.

## Resultados
| Candidato                 | Partido                           | Votos     | %    |
| ------------------------- | --------------------------------- | --------- | ---- |
| Saparmurat Niyazov        | Partido Comunista de Turkmenistán | 1.716.278 | 98.3 |
| En contra                 | En contra                         | 29.790    | 1.7  |
| Votos en blanco/inválidos | Votos en blanco/inválidos         | 307       | –    |
| Total                     | Total                             | 1.746.375 | 100  |
| Fuente: Nohlen et al.     |                                   |           |      |